# Def Jam: Fight for NY
Def Jam: Fight for NY is een vechtspel met invloeden uit hiphop. Het is uitgebracht in 2004 voor de PlayStation 2, Xbox en GameCube. Het spel is het vervolg van Def Jam Vendetta. Het bevat verschillende rappers, waaronder Snoop Dogg, Method Man, Fat Joe, Ice-T, Xzibit en Busta Rhymes, evenals de stemmen en de gelijkenis van andere beroemdheden, zoals Henry Rollins, Christopher Judge, Danny Trejo en Carmen Electra. Het spel werd in 2006 afgesplitst in een PlayStation Portable-spel genaamd Def Jam Fight for NY: The Takeover.

## Gameplay
Vechters kunnen kiezen uit drie van de vijf vechtstijlen.
Vechtstijlen
- Street Fighting (Straatvechten)
- Kickboxing (Kickboksen)
- Martial Arts (Oosterse vechtkunsten)
- Wrestling (Worstelen)
- Submissions (Onderwerping, Breken)

In het spel kan er gebruik worden gemaakt van de omgeving van de arena's en de omringende menigte. Tegenstanders tegen muren werpen geeft de mogelijkheid om een enorme schade toe te brengen. Door ze tegen voorwerpen uit de omgeving te smijten, zoals een geparkeerde auto, een jukebox of een poort wordt eveneens veel schade toegebracht.
De menigte zal een vechter terugduwen in de strijd als hij tegen hen aan wordt geworpen of te dichtbij komt, en deze zal soms ook een vechter vasthouden, waardoor ze openstaan voor aanvallen. Sommige toeschouwers dragen wapens en bieden deze aan de vechters aan, of vallen de vechter aan die naast hem wordt vastgehouden.
Momentum wordt verkregen door het succesvol uitvoeren van bewegingen, het tegengaan en het uitdagen van de tegenstander. De snelheid waarmee de "momentummeter" wordt opgevuld, wordt verricht door de Charisma (uitstraling) van de vechter. Zelfgemaakte vechters kunnen hun eigen uitstraling instellen met een combinatie van kleding, tatoeages en sieraden waarbij geldt; hoe duurder, hoe beter. Een vechter met een goede reeks van kleding, uitgebreide tatoeages of beladen met sieraden kunnen hun momentummeter snel volmaken.
Als de momentummeter vol is, kan een vechter het activeren, wat resulteert in een Blazin' Taunt. In deze toestand is de vechter zogezegd Blazin', en kan deze een Blazin' Move uitvoeren, een krachtige en brute aanval gepersonaliseerd voor elk personage. Een zelfgemaakt karakter kan elke Blazin' Move leren (door ze simpelweg te kopen), maar er kunnen slechts vier worden geselecteerd om te gebruiken tijdens een gevecht.
Hoewel het spel gefocust is op verschillende vechtstijlen, is de enige manier om een gevecht te winnen door Knock Out of Submission (onderwerping). Een karakter kan zich gewonnen geven door hem tot overgave te dwingen totdat de gezondheid van een lichaamsdeel is uitgeput.

### Story Mode
De Story Mode volgt het verhaal van een zelf aangemaakt karakter die zich een weg door de New Yorkse Underground vecht. Winnen van wedstrijden beloont de speler met contant geld, dat kan worden gebruikt in winkels om kleding te kopen van beroemde merken, zoals Reebok, Phat Farm, Air Jordan en zelfs de kledinglijn van rapper Sean Combs, Sean John, en vele andere kledinglijnen. Naast kleding kan de vechter kapsels, tatoeages en sieraden van Jacob "The Juweler" Arabo krijgen, evenals Development punten, die gebruikt kunnen worden bij de plaatselijke sportschool, geleid door Henry Rollins, om de vaardigheden van het karakter te vergroten, of om nieuwe Blazin' Moves te kopen en op te zetten en maximaal twee extra vechtstijlen.
Winnen van wedstrijden ontgrendelt de verslagen vechters, evenals hun Blazin' Move, en vaak de sieraden die zij dragen. Zelfgemaakte karakters kunnen de sieraden hebben van Sean Paul, Fat Joe, Xzibit, Crazy Legs, Lil' Flip, Def Jam Records, Roc-A-Fella Records, State Property en vele anderen krijgen en kunnen worden gebruikt door de vechters in de Battle Mode, terwijl hun moves en sieraden kunnen worden gekocht en gebruikt door de speler.

### Battle Mode
Battle Mode is de versus mode van het spel, waarin maximaal vier spelers kunnen vechten in een keer. Het heeft een aantal sub-modes:
- One on One - Een wedstrijd tussen twee vechters.
- Team Match - Een twee tegen twee vechtpartij die pas eindigt wanneer beide vechters van een team worden uitgeschakeld.
- Free for All - Een wedstrijd tussen drie of vier vechters, elke vechter voor zichzelf.
- Cage Match - Geen menigte, maar de kooi kan zelf worden gebruikt om de tegenstander aan te vallen. Algemene Locatie: Club Murder.
- Ring Out Match - De houten obstakels langs de ring kunnen uiteindelijk worden gebroken, en de wedstrijd kan worden gewonnen door het gooien van de tegenstander door middel van de daaruit voortvloeiende kloof, of door een typische knock-out. Algemene Locatie: Dragon House.
- Inferno Match - Een gevecht in een brandend gebouw. Contact met de ring van vuur brengt de strijders onmiddellijk schade aan. Bovendien zullen stukken van brandende puin soms uit het plafond vallen, die gebruikt kunnen worden als wapens. Algemene Locatie: Red Hook Tire Co.
- Demolition Match - Twee auto's maken deel uit van de arena en vechters kunnen elkaar gebruiken om ze te beschadigen. De match kan eindigen door de auto van de tegenstanders kapot te maken. Om de tegenstanders auto kapot te maken moeten twee verschillende delen van de auto 3 keer verwoest worden. Algemene Locatie: Gun Hill Garage.
- Subway Match - Gevecht in een Metrostation. Op geregelde tijdstippen zal een trein voorbij rijden. Vechters kunnen van het platform af worden geworpen of geslagen en in het pad van de trein terechtkomen. Een tegenstander wordt onmiddellijk gedood als hij gegooid wordt in de richting van een rijdende trein, hoe hoog hun gezondheid ook is. Als beide vechters geraakt worden door de trein zal dat leiden tot een dubbele KO. Algemene Locatie: 125 Street Station.
- Window Match - Drie grote ramen plaatsen zich aan de ene kant van de arena. Als een vechter viermaal tegen een raam geslagen wordt, zal hij eruit vliegen. Het maakt niet uit welk raam vernield wordt, de vechter zal worden verbrijzeld door middel van het middelste venster. Algemene Locatie: Crow's Office.

## Verhaal
D-Mob, de ondergrondse baas uit een bende, is onlangs gearresteerd, toen de politieauto waar in hij zit van de weg wordt gestoten door een SUV. De SUV-chauffeur redt D-Mob van de politie en rijdt weg.
De speler mag zijn eigen karakter creëren. De agenten die D-Mob kwijt zijn geraakt worden gevraagd om de speler te beschrijven. De speler kan ook kiezen tussen verschillende soorten stemmen. De stem selectie is niet beschikbaar in de GameCube versie van het spel.
In eerste instantie zal de actie zich plaatsen in D-Mobs plots wankele rijk, in de buurt van D-Mobs arrestatie, en de meedogenloze gangster Crow (Snoop Dogg), die gebruikmaakt van deze periode van onzekerheid om te proberen D-Mobs buurt over te nemen. De gevechten vinden plaats in "clubs". Wanneer een vechter voor beide zijden erin slaagt om zowel tegen alle kandidaten te vechten in een club, of gewoon een eigenaar van het bedrijf, of beide, zal hij deze overnemen en plaatsen aan zijn kant, en de controle wijzigingen aan die kant. In het prille begin, zal de speler moeten vechten tegen andere strijders in D-Mobs groep als hij wordt gestart. Dan zal hij snel na een paar overwinningen worden opgeroepen om clubs te verdedigen die onder aanval zijn van vechters die Crow stuurt om ze over proberen te nemen, en later in de aanval gaan om clubs proberen over te nemen van Crow.
De speler zal ook moeten vechten voor respect in de crew van D-Mob. Veel van de luitenants en top vechters van D-Mob zullen eerst ongetwijfeld neerkijken op de vaardigheden van de speler, vooral Sticky Fingaz, die begint als D-Mobs topvechter totdat de speler hem begint te vervangen, en iets minder vocaal door anderen als Ludacris. Gelukkig is de speler al snel bevriend met Blaze (Method Man), die een belangrijke adviseur van de ondergrondse baas is.
De speler kan ook een vriendin krijgen na voor haar te vechten. Hij kan de vriendin kiezen die hij wilde, of als hij verliest, een lelijkere krijgen. Later belandt ze in een catfight met Carmen Electra. De speler kan dan kiezen om zijn huidige vriendin te houden, of om over te schakelen naar Electra.
Kort daarna, organiseert D-Mob een wedstrijd tegen de legendarische Ice-T voor de speler om zich te bewijzen aan de rest van zijn bemanning. Daarna onderbreekt Crow zelf de partij en kondigt zijn bedoelingen om D-Mobs gebied over te nemen openlijk aan, en begint veel geld te bieden aan D-Mobs vechters om over te schakelen naar zijn zijde. Wanneer Crow een voorsprong in zowel geld en het grote aantal vechters lijkt te hebben, ziet de situatie er grimmig uit en veel van D-Mobs mannen, zoals WC, verlaten hem na dit incident.
Hierna warmt de oorlog op, maar hoewel de kansen tegen D-Mobs groep lijken te zijn, stijgt de vermogen van de speler, en het lukt hem niet alleen om clubs van Crow over te nemen, maar ook van derden groepen, zoals de Triad-run Dragon House (unieke huis van de Ring Out Match veldslagen), of de Babylon, gerund door een Jamaicaanse maffia in Brooklyn. D-Mob stuurt Blaze om tegen Crack (Fat Joe) te vechten, maar hij verliest.
Uiteindelijk stelt Crow een Cage Match voor tussen Crack, een van Crows beste en meest gevreesde strijders, en D-Mobs "beste man." D-Mob, na aanmoediging van Sticky, aanvaardt deze deal, alleen wordt Sticky woedend wanneer hij de speler als zijn vertegenwoordiger kiest. Sticky loopt boos weg, maar D-Mob moedigt de speler aan zich geen zorgen te maken. De speler wint de kooi wedstrijd van Crack, maar als hij, Blaze, en D-Mob het vieren in hun limo, rijdt een auto naast hen, en schoten barsten uit het raam. D-Mob en Blaze zijn gewond, en Sticky, die deelneemt aan de aanval, is overgelopen en heeft zich verenigd met Crow. De speler achtervolgt de daders, en komt in een gevecht met de schutter Trejo. De speler gooit Trejo in het pad van een aanstormende metro, die hem doodt. Hierna kan de speler terug naar de limo, waar een gewonde D-Mob hem en Blaze beveelt om te ontsnappen aan de snel naderende politie.
D-Mob is gearresteerd, en Blaze neemt zijn plaats in, met behulp van de speler en Blaze' vriend Doc (Redman) om alle clubs van Crow in vergelding te nemen. Gedurende deze tijd, moet de speler vechten in een team toernooi, en kiezen tussen twee vechters: Ice-T en Omar Epps. De speler kiest een van hen vecht en uiteindelijk tegen het team van de andere niet gekozen persoon en Magic (Busta Rhymes). De prijzen bestaan uit een grote geldprijs voor een teamlid, en een op maat gemaakte zwarte Cadillac Escalade voor de andere (die neemt de speler).
Wanneer de speler gevechten blijft winnen, probeert Crow voortdurend om de speler aan zijn zijde te voegen, maar slaagt er niet in. Op een parkeerterrein stuurt Crow ook Magic op de speler af, maar hij verliest. Ten slotte, ontvoert Crow de vriendin van de speler, en dwingt hem om alle clubs die hij heeft verdiend voor D-Mob terug te nemen, een schijnbare verraad dat de rest van de bemanning van D-Mob woedend maakt. Crow waarschuwt de speler dat wanneer hij iedereen de echte reden waarom hij is overgelopen vertelt, dat Crow de spelers vriendin zal vermoorden.
Met de winst van de laatste club in een gevecht tegen Doc, beweert Crow een definitieve opdracht voor de speler te hebben. De scène wordt verplaatst naar een lege sloperij, waar de speler Blaze vindt en wordt in elkaar geslagen door Magic. De laatste taak is om hem af te maken. De speler weigert, en slaat WC bewusteloos. Hij en Blaze komen vervolgens in een gevecht met Crack en Magic.
Na het gevecht, komt de speler erachter waar zijn vriendin wordt gehouden, en dat Crow nooit van plan was om haar te laten leven. Hij en Blaze vertrekken naar een verlaten fabriek, waar Sticky van plan is om het hele gebouw in brand te steken. De speler vecht tegen Sticky in een inferno match en laat hem sterven in het brandende gebouw. Nadat hij de strijd wint, kan hij worden gezien met zijn vriendin uit het brandende gebouw voordat het instort. Ze blijft bewusteloos als de speler probeert om haar wakker te schudden, en overlijdt. Dit maakt de speler woedend en is van plan om Crow te confronteren.
De speler en Blaze confronteren Crow op zijn hoofdkwartier, ondersteund door Crack en WC, die zijn overgelopen naar de spelers kant, en de rest van de bemanning van D-Mob. Als een gevecht uitbreekt met Crows bende, rent de speler naar Crow voor een laatste confrontatie. Crow geeft Magic de opdracht om de speler dood te schieten, maar Magic voelt zich behandeld als een slaaf, en geeft het pistool aan de speler. De speler beslist dat het niet de moeite waard is om Crow te doden. Echter, een woedende Crow valt hem aan met een mes verborgen in zijn wandelstok. Na een gevecht, is Crow door het raam gegooid, wat hem doodt. Blaze en de speler ontsnappen als de politie arriveert.

## Personages
| - Capone - Comp - D-Mob - Erick Sermon - Flavor Flav - Freeway - Ghostface Killah - Henry Rollins - Joe Budden - Ludacris - Memphis Bleek - Method Man (als Blaze) - N.O.R.E. - Redman (als Doc) - Scarface - Sticky Fingaz - WC | - Baby Chris - Danny Trejo (als Trejo) - David Banner - Bless - Bone Crusher - Bubba Sparxxx - Busta Rhymes (als Magic) - Crazy Legs - Elephant Man - Fam-Lay - Fat Joe (als Crack) - Havoc - Ice-T - Lil' Flip - Mack 10 - Omar Epps (als O.E.) - Prodigy - Sean Paul - Slick Rick - Snoop Dogg (als Crow) - Warren G - Xzibit | - Baxter - Bo - Carmen Electra - Chiang - Cindy J - Cruz - Dan G - House - Jacob - Jervis - Kimora Lee - Lauren - Lil' Kim - Manny - Masa - Meca - Nyne | - Pockets - Rome - Santos - Shaniqua - Shawnna - Skull - Snowman - Solo - Starks - Stingray - Suspect - Teck - Trick |

## Locaties
- The Foundation
- The Limit
- Club 357
- Babylon
- Dragon House
- Syn Energy Power Plant
- Red Room
- Club Murder
- Crow's Office
- 125 Street Station
- Terror Dome
- The Chopshop
- Hunt's Point Scrap Yard
- 7th Heaven
- The Heights
- The Pit
- Red Hook Tire Co.
- Gauntlet
- Gun Hill Garage
- Stapleton Athletics